# Agrarisch onderwijs
Agrarisch onderwijs of landbouwonderwijs biedt opleiding in verschillende aspecten van de landbouw waaronder akkerbouw, bosbouw, tuinbouw, landschapsbeheer en beheer van natuurlijke hulpbronnen. Het onderwijs leidt op voor beroepen in de agrarische of 'groene' sector en omvat uiteenlopende vakken op verschillende niveaus zoals biologie, bodemkunde, plantenziektekunde, management, dierenwelzijn, landbouwtechniek, landschapsarchitectuur en voeding.

## Nederland
In Nederland wordt agrarisch onderwijs ingericht aan agrarische opleidingscentra (AOC's), hbo-instellingen en de Wageningen University & Research. Het ministerie van Onderwijs, Cultuur en Wetenschap (OCW) staat ervoor in sinds oktober 2017, daarvoor was het het ministerie van Economische Zaken, Landbouw en Innovatie ervoor verantwoordelijk en voor 2010 het Ministerie van Landbouw, Natuur en Voedselkwaliteit.

### AOC
Een agrarisch opleidingscentrum is een Nederlands middelbaar onderwijstype dat opleidingen aanbiedt op het gebied van dier, plant, milieu en voedsel. Deze centra zijn begin jaren 1990 voortgekomen uit een fusie van lagere (vmbo) en middelbare (mbo) agrarische scholen met de tuinbouwscholen van de leerlingstelselorganisaties. In 1884 werd de eerste tuinbouwschool van Nederland opgericht in Frederiksoord (thans gevestigd in Meppel).
Van 1965 tot 1990 bestonden er drie leerlingstelselorganisaties:
- Landelijke Stichting Beroepsopleiding Levensmiddelenindustrie (LSBL);
- Landelijke Stichting ter bevordering van de opleiding in het Leerlingwezen in de Land- en tuinbouw en de landbouwambachten (LSLL);
- Landelijk Orgaan voor het Leerlingwezen in de Bosbouw (LOLB).

Deze organisaties zijn in 1990 gedeeltelijk opgegaan in het kenniscentrum LOBAS, het latere Aequor. De opleidingen zelf zijn opgegaan in twaalf agrarische opleidingscentra en het huidige LSBL.

### Hoger agrarisch onderwijs
Hoger agrarisch onderwijs wordt in Nederland aangeboden aan de Wageningen University en enkele hbo-instellingen. Er zijn vier hogescholen: Aeres Hogeschool, HAS green academy, Hogeschool Inholland en Van Hall Larenstein. Binnen het hbo is het hoger agrarisch onderwijs met ongeveer 10.000 een relatief kleine sector. Naast de klassieke opleidingen als tuinbouw, veeteelt en akkerbouw bieden verschillende scholen ook opleidingen als Food design and innovation, milieukunde, diermanagement en watermanagement.
De Wageningse universiteit bestaat sinds 1876. Men kan bachelorprogramma's volgen en masterprogramma's en als PhD-student voorbereid worden op een academische promotie.
Bachelorprogramma's zijn er onder meer op het gebied van technologie en voeding, biologie, bos-, natuur- en waterbeheer, economie, gezondheid en toerisme. Masterprogramma's zijn er bijvoorbeeld op het terrein van biotechnologie, voedsel, aquacultuur, organische landbouw, milieuwetenschappen, communicatiewetenschappen en ontwikkelingsstudies.

## België
Het Nederlandstalig agrarisch onderwijs valt onder de bevoegdheid van het Vlaams Ministerie van Onderwijs en Vorming.

### Tuinbouwschool
Tuinbouwscholen maken in Vlaanderen deel uit van het secundair onderwijs, met name het studiegebied "Land- en tuinbouw". Dit studiegebied richt zich zowel op de arbeidsmarkt als verder studeren in hoger onderwijs met studierichtingen zoals biotechnologische (en chemische) wetenschappen (of technieken), dierzorgtechnieken, landbouwtechnieken, tuinbouwtechnieken, bloemsierkunst, tuinaanleg en -beheer.
Deze studierichtingen worden soms aangeboden in specifieke "land- of tuinbouwscholen" zoals het PIBO (Provinciaal Instituut voor Biotechnisch Onderwijs) in Tongeren, het Vrij Land- en Tuinbouwinstituut in Torhout, het Vrij Technisch Instituut Poperinge en de Tuinbouwscholen in Merchtem en Vilvoorde. Soms worden de studierichtingen ook aangeboden in secundaire scholen waar ook nog andere studierichtingen worden aangeboden.

### Hoger onderwijs
Het aanbod in het hoger onderwijs bestaat uit:
- Bachelor landschapsarchitectuur
- Bio-ingenieur (bachelor & master)